# Henrik von Rosen
Carl Otto Henrik von Rosen, född den 11 december 1870 i Stockholm, död där den 10 januari 1940, var en svensk friherre  och jurist. Han tillhörde ätten von Rosen och var son till Carl von Rosen. 
von Rosen avlade mogenhetsexamen i Stockholm 1889 och hovrättsexamen vid Uppsala universitet 1895. Efter genomförd tingstjänstgöring blev han tillförordnad fiskal i Svea hovrätt 1902, adjungerad ledamot där 1904 och assessor 1908. von Rosen tjänstgjorde som revisionssekreterare 1907–1909. Han var hovrättsråd i Svea hovrätt 1910–1939 och divisionsordförande 1927–1939. von Rosen blev riddare av Nordstjärneorden 1917, kommendör av andra klassen av samma orden 1924 och kommendör av första klassen 1939. Han vilar på Leksands kyrkogård.